# Mistrzostwa panamerykańskie w piłce nożnej
Mistrzostwa panamerykańskie były turniejem piłkarskim rozgrywanym w latach 1952–1960. Turniej był organizowany przez Panamerican Football Confederation. W turnieju uczestniczyły reprezentacje z Ameryki Północnej (CONCACAF) i Ameryki Południowej (CONMEBOL). Rozegrano 3 edycje Mistrzostw Panamerykańskich. Dwie pierwsze edycje wygrała Brazylii, trzecią i ostatnią wygrała Argentyna.

## Wyniki
| 1952 Więcej | Chile     | Brazylia  | Chile     | Urugwaj   | Peru      |
| 1956 Więcej | Meksyk    | Brazylia  | Argentyna | Kostaryka | Peru      |
| 1960 Więcej | Kostaryka | Argentyna | Brazylia  | Meksyk    | Kostaryka |